# Viking IK
Der Viking IK war ein norwegischer Eishockeyklub aus Stavanger. Die Mannschaft existierte von 1968 bis 1996 und spielte lange Zeit in der Eliteserien, der höchsten norwegischen Spielklasse.

## Geschichte
Der Viking Ishockeyklubb wurde 1968 gegründet. Von 1978 bis 1996 spielte die Profimannschaft des Vereins durchgehend in der höchsten norwegischen Spielklasse. Zwar gelang der Mannschaft auch in der Saison 1995/96 der Klassenerhalt in der Elitserien, jedoch ging die Mannschaft am Saisonende in Konkurs. Die Tradition des Vereins wurde anschließend durch Viking Hockey fortgeführt.

## Bekannte Spieler
- Tore Vikingstad